# Field-Programmable Gate Array
Field-Programmable Gate Array (FPGA) eller på dansk en Felt-Programmerbar Port Tabel (FPPT) er en chip, der indeholder programmerbare logikkomponenter kaldet "logikblokke" og programmerbar/rekonfigurerbare ledninger og databusser. Logikblokkene kan udføre Nand-gate, Exclusive-or-gate eller mere komplekse logikfunktioner som f.eks. dekodere eller simple matematiske funktioner. I de fleste FPGAer indeholder logikblokkene også hukommelseselementer eller mere omfattende hukommelsesmængder.
FPGA’en består af en række logikblokke, som en designer kan forbinde med hinanden, således at den kommer til at fungere som en primitiv mikroprocessor, der eksempelvis kan bruges til at få en computer til at køre hurtigere hvis de mest brugte instruktioner, skrives direkte ned i hardwaren på en ekstra FPGA-chip.

Et andet eksempel på FPGA accelerering er i PC grafikkort.

## Asynkron FPGA, AFPGA
Man har lavet FPGA’er med pipelining og med asynkron afvikling.